# Le Quart d'heure de Rabelais
Le Quart d'heure de Rabelais è un cortometraggio muto del 1910 diretto da Louis Feuillade.
Le Quart d'heure de Rabelais è un modo di dire per indicare che, in una situazione imbarazzante, bisogna trovare una soluzione ingegnosa per uscirne.

## Produzione
Il film fu prodotto dalla Société des Etablissements L. Gaumont

## Distribuzione
Distribuito dalla Société des Etablissements L. Gaumont, uscì nelle sale cinematografiche francesi nel 1910.